# Laboratoire de recherche en électronique de défense
Le Laboratoire de recherche en électronique de défense (en anglais, Defence Electronics Research Laboratory, acronyme DLRL) est un laboratoire de recherche de l’Organisation de recherche et développement pour la défense (DRDO). Situé à Hyderabad en Inde, il participe activement à la conception et au développement de systèmes intégrés de guerre électronique pour les forces armées indiennes.

## Histoire
Le DLRL a été créé en 1961 sous l’égide du DRDO, afin de répondre aux besoins et aux exigences des systèmes de guerre électronique pour les forces armées indiennes, y compris les systèmes de communications et de radar. Ces fonctions ont ensuite été confiées à des laboratoires spécialisés. L’équipement de chiffrement des communications développé par le DLRL a été déployé avec succès lors de la guerre de 1965 avec le Pakistan.
Il a été fondé par S. P. Chakravarti, le père de l’ingénierie de l’électronique et des télécommunications en Inde, qui a également fondé le LRDE et le DRDL.
Le DLRL a été inclus dans la liste des entités indiennes qui ont fait l’objet de sanctions américaines annoncées après les essais nucléaires de mai 1998.
Les tests et l’évaluation des systèmes de guerre électronique nécessitent d’énormes infrastructures, des installations de test et d’évaluation. Pour répondre à cette exigence, l’ELSEC, une extension du DLRL, a été créée en 1998 sur un campus de 180 acres. Des installations de simulation et de modélisation de systèmes de guerre électronique sont situées à l’intérieur de l’ELSEC pour effectuer la simulation de systèmes complexes.

## Domaines d’activité
Le DLRL s’est vu confier la responsabilité principale de la conception et du développement de systèmes de guerre électronique de pointe (COMINT/ELINT/ESM/ECM) couvrant les bandes de fréquences radar et de communications. Il effectue également l’intégration et l’évaluation de ces technologies sur diverses plateformes, telles que des avions, des navires, des hélicoptères, des véhicules, etc.
En outre, le DLRL organise également des cours de formation spécialisés en guerre électronique et en gestion de la technologie pour les scientifiques du DRDO et les officiers des forces armées indiennes.
À l’heure actuelle, le DLRL est impliqué dans le Programme intégré de développement de missiles guidés (IGMDP), fournissant un soutien électronique au sol à l’IGMDP, ainsi qu’une expertise dans la conception et le développement de divers composants, antennes et sous-systèmes pour les fréquences HF à micro-ondes et les ondes millimétriques.

## Installations
Le DLRL dispose de diverses installations de conception, de fabrication et d’essai :
- Installation mécanique de CAO/IAO/FAO : pour la conception, l’emballage et la fabrication de systèmes électroniques et de LRU. Des installations de fabrication mécanique, des installations d’analyse thermique et structurelle sont également disponibles dans ce centre.
- Installation de microélectronique hybride : pour la fabrication de circuits intégrés micro-ondes pour des applications spécifiques. Des hybrides à couche mince et à couche épaisse sont également fabriqués pour une utilisation en interne.
- ASIC : pour la conception des postes de travail
- Chambre anéchoïque et gammes de test ouvertes : pour tester différents types d’antennes et de radômes couvrant les fréquences micro-ondes et les ondes millimétriques.
- Laboratoire d’essais et de mesures d’automatisation : cette installation s’occupe de l’analyse à grains fins et de l’évaluation paramétrique de divers composants, dispositifs, sous-systèmes / systèmes RF de suites EW couvrant une gamme de fréquences de 10 MHz à 40 GHz.
- Laboratoire d’essais EMI/EMC : ce laboratoire teste les composants et les sous-systèmes dans la gamme de fréquences de 30 Hz à 40 GHz pour les tests d’émission et de 30 Hz à 18 GHz pour les tests de susceptibilité.
- Laboratoire d’essais environnementaux : cette installation se compose de chambres environnementales, d’installations d’essais de choc et de vibrations et est utilisée pour effectuer des tests environnementaux sur différents sous-systèmes et systèmes électroniques.
- Installation de conception et de fabrication de PCB : l’installation répond aux besoins internes de PCB doubles et multicouches. L’installation de fabrication est capable de traiter jusqu’à 12 couches avec la CAO micro-ondes RF.

## Projets et produits
En étroite coordination avec diverses agences de production, d’autres laboratoires nationaux et des institutions universitaires, le DLRL a conçu, développé et produit un grand nombre de systèmes de guerre électronique (EW) robustes. Ces systèmes ont été intégrés aux armées indiennes après une évaluation rigoureuse sur le terrain et des tests utilisateurs.